# توم دولان
توم دولان (بالإنجليزية: Tom Dolan)‏ هو سباح أمريكي، ولد في 15 سبتمبر 1975 في مقاطعة أرلنغتون في الولايات المتحدة.

## وصلات خارجية
- توم دولان على موقع الاتحاد الدولي للسباحة (الإنجليزية)
- توم دولان على موقع قاعة مشاهير السباحة العالمية (الإنجليزية)
- توم دولان على موقع أوليمبيديا (الإنجليزية)